# Bandscheibe

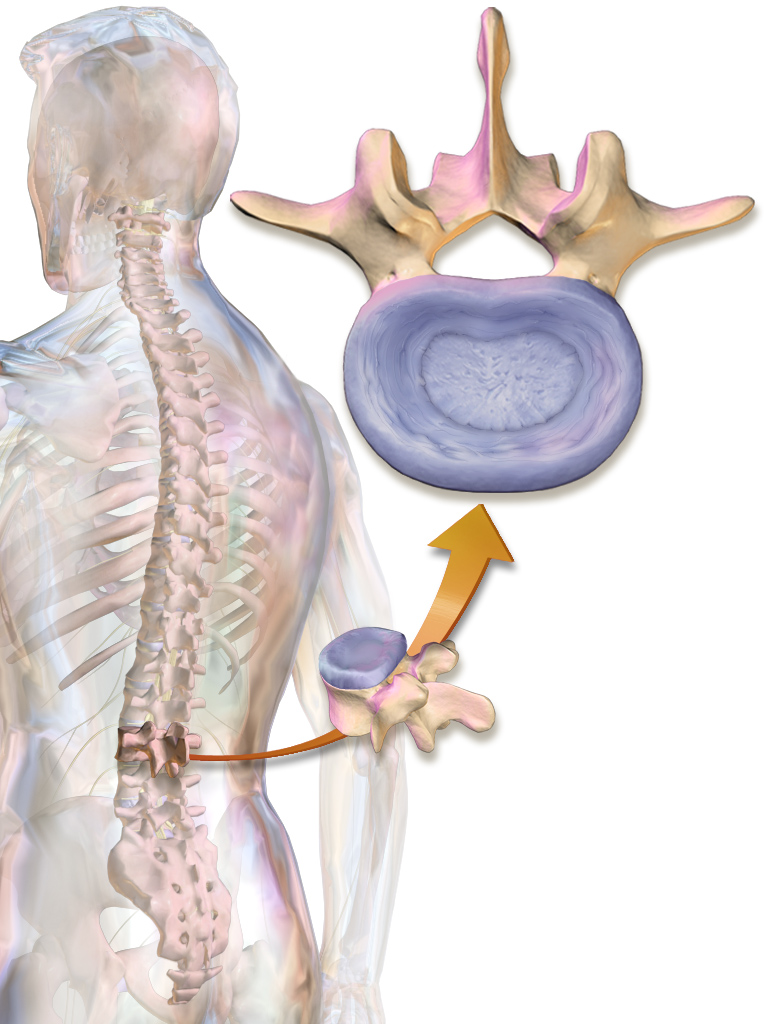
Bandscheibe beim Menschen

Die Bandscheibe oder Zwischenwirbelscheibe, lateinisch Discus intervertebralis, ist eine scheibenförmige und biegsame faserknorplige Verbindung zwischen den Körpern zweier aufeinanderfolgender Wirbel. Bandscheiben sind im Bereich zwischen zweitem Halswirbel und Kreuzbein als Knorpelhaft (Synchondrose) zwischen den Wirbelkörpern ausgebildet. Zwischen erstem und zweitem Halswirbel (Atlas und Axis) gibt es keine Zwischenwirbelscheibe. Die Wirbelsäule des Menschen hat 23 Bandscheiben, deren jeweilige Höhe und Grundfläche zum Kreuzbein hin zunehmend größer wird. Die Anzahl der Zwischenwirbelscheiben bei den übrigen Säugetieren variiert mit der Anzahl der Wirbel.

## Aufbau
Die Zwischenwirbelscheiben nehmen jeweils den Raum zwischen den Wirbelkörpern ein, der beim erwachsenen Menschen in der Halswirbelsäule etwa 3 mm, in der Brustwirbelsäule etwa 5 mm und in der Lendenwirbelsäule etwa 7 mm hoch ist. Den Krümmungen der menschlichen Wirbelsäule entsprechend sind sie im Bereich der Hals- und Lendenlordose vorn, im Bereich der Brustkyphose hinten dicker. Zusammen machen sie in diesen Bereichen rund ein Viertel der Wirbelsäulenlänge aus.

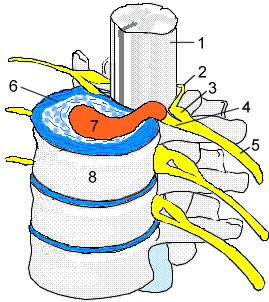
Bandscheibenvorfall, der vorgefallene Gallertkern drückt auf die Ventralwurzel (Vorderwurzel) des Spinalnervs
1 Rückenmark, 2 Dorsalwurzel, 3 Spinalganglion, 4 Ventralwurzel, 5 Spinalnerv, 6 + 7 Bandscheibe: 6 Faserring, 7 Gallertkern, 8 Wirbelkörper

Bandscheiben bestehen aus zwei Teilen:
- Anulus fibrosus (äußerer Faserring)
- Nucleus pulposus (innerer Gallertkern)

Der Anulus fibrosus, der Faserring der Bandscheibe, besteht aus konzentrischen Schichten von kollagenen Bindegewebsfasern (Außenzone), die nach innen allmählich in Faserknorpel (Innenzone) übergehen. Die vorwiegend aus Kollagen Typ 1 bestehenden Fasern weisen gegenläufige Steigungswinkel auf. Die sich überkreuzenden Bindegewebsfasern der äußeren Zone heften sich an den Randleisten der Wirbelkörper an.
Der Nucleus pulposus ist ein zellarmes gallertiges Gewebe, das 80–85 % Wasser enthält. Es enthält wenige Fibroblasten und Typ-2-Kollagen. Aufgrund des hohen Anteils an Glykosaminoglykanen (Chondroitinsulfat, Keratansulfat) wird Wasser reversibel gebunden, so dass der Nucleus (lateinisch für „Kern“) wie ein Wasserkissen nicht kompressibel, aber verformbar ist. Der Gallertkern liegt an der Position des ursprünglichen Segments der Chorda dorsalis, das Gewebe leitet sich aber nicht direkt davon ab. Nach anderer Auffassung stellt der Gallertkern einen Überrest der Chorda dorsalis dar.
Unter Dauerbelastung verlieren die Gallertkerne reversibel Flüssigkeit und damit an Höhe. Dadurch kann ein Mensch bis zu 1 bis 2 cm an Körperhöhe abnehmen, unter Einbeziehung des Fußgewölbes sogar bis zu 3 cm. Im entlasteten Zustand nehmen die Gallertkerne wieder Flüssigkeit auf. Diese Wasserauf- und -abnahme ist auch der einzige Weg, über den die Bandscheiben mit Nährstoffen versorgt werden, da sie ab dem 20. Lebensjahr mit Abschluss des Wachstums keine Blutgefäße mehr besitzen. Der Druckwechsel zwischen Be- und Entlastung ist also eine Grundvoraussetzung für den Stoffwechsel der Bandscheiben.

## Funktion
Die Bandscheibe dient als elastisches Druckpolster und ermöglicht die Beweglichkeit der Wirbelsäule. Die Wirbelsäulenabschnitte sind um so beweglicher, je größer das Verhältnis von Bandscheiben- zu Wirbelkörperhöhe ist. Im Bereich der Halswirbelsäule ist das Verhältnis mit 2:5 am höchsten, im Bereich der Lendenwirbelsäule mit 1:3 im mittleren Bereich und im Bereich der Brustwirbelsäule mit 1:5 am geringsten. Die Zwischenwirbelscheiben verteilen die auf die Wirbelsäule einwirkenden Kräfte gleichmäßig auf die gesamte Wirbelendplatte. Der Gallertkern fängt dabei etwa 75 %, der Faserring 25 % der Kräfte auf. Die Bandscheibe eines jungen Menschen kann Drücken bis zu 8 MPa standhalten. Druckmessungen in einer Bandscheibe während des Hebens eines Gewichts mit einer Masse von 20 kg ergaben, dass bei gebogenem Rücken ein Druck von bis zu 2,3 MPa auftreten kann. Wird der Bewegungsablauf so geändert, wie man es zum Beispiel in einer Rückenschule lernt, dann ist bei der gleichen Tätigkeit eine Reduktion des Drucks auf bis zu 1,7 MPa möglich.
Für die Elastizität der Bandscheiben wurde ein Youngscher Modul von 6,0 MPa gemessen. Im Vergleich dazu haben Silikonkautschuke je nach Zusammensetzung einen Wert zwischen 0,3 bis 30 MPa. Bei der Streckgrenze von 11 MPa, bei der noch keine bleibenden Verformungen entstehen, wird das Bandscheibenmaterial um 32 % gedehnt. Durch exzentrische Belastung wird die Bandscheibe elastisch verformt, wobei sich der Gallertkern zur weniger belasteten Seite verlagert. Die Faserarchitektur des Faserrings begrenzt den Umgebungsumfang zwischen den Wirbeln und wirkt insbesondere Verdrehungen entgegen. Der Quellungsdruck der Gallertkerne hält auch das vordere und hintere Längsband unter Spannung und unterstützt dadurch deren Bremswirkung.

## Klinische Aspekte
Bei einer Aufbaustörung der Deckplatten während des Wachstums kann Material der Bandscheibe in die Spongiosa des Wirbelkörpers eindringen (Schmorl-Knötchen bei der Scheuermann-Krankheit). Ab einem Alter von 30 Jahren kommt es durch degenerative Prozesse zu einer veränderten Zusammensetzung der Matrix und damit zu einer verminderten Wasserbindung. Dabei entstehen Risse und Spalten, die bei Druckbelastung zur Vorwölbung oder gar zum Durchtreten von Material des Gallertkerns durch den Anulus fibrosus führen können. Dies wird als Bandscheibenprotrusion beziehungsweise Bandscheibenvorfall oder Nucleus-pulposus-Hernie bezeichnet und ist eine der häufigsten Ursachen einer Ischialgie („Ischias“). Der Verschleiß der Bandscheibe führt zu reaktiven Veränderungen des Knochengewebes der angrenzenden Wirbel (Osteochondrosis intervertebralis, Spondylosis deformans).
Die operative Entfernung eines Bandscheibenvorfalls wird als Nukleotomie bezeichnet, die Entfernung der gesamten Bandscheibe mit knöcherner Versteifung und Verbindung der benachbarten Wirbelkörper ist die Spondylodese. Daneben gibt es an der Hals- und Lendenwirbelsäule die Möglichkeit des Bandscheibenersatzes durch eine Bandscheibenprothese.

## Evolutionäre Entwicklung
Ursprünglich waren Bandscheiben nur bei Säugetieren bekannt; Forscher gingen also davon aus, dass sich diese anatomische Besonderheit auch erst mit dem Aufkommen der Säugetiere entwickelt habe. Neuere Forschungen zeigten aber, dass bereits sehr frühe Wirbeltiere unterschiedlicher Arten Bandscheiben besessen haben. Die Säugetiere haben also die Bandscheiben nicht neu entwickelt, sondern sind die einzige Gruppe von Lebewesen, die die Bandscheiben bis heute behalten hat.